# Atteridgeville
Atteridgeville ist ein Township und Stadtteil der City of Tshwane Metropolitan Municipality in der südafrikanischen Provinz Gauteng. 

## Geographie
Atteridgeville liegt etwa zehn Kilometer südwestlich von Pretoria. 2011 lebten dort 64.425 Einwohner. Ein separater Teil (Atteridgeville Extension) liegt westlich des eigentlichen Stadtteils. Atteridgeville grenzt im Norden an Lotus Gardens, im Osten an Proclamation Hill, im Süden an Laudium und im Westen an Saulsville.

## Geschichte
Das Township wurde 1939 als Stadtteil von Pretoria gegründet, um Wohnraum für Schwarze zu gewinnen, etwa aus dem Stadtteil Marabastad, der Indern vorbehalten sein sollte. Ursprünglich sollte es Motsemogolo heißen (Setswana für „Großer Ort“). Benannt wurde es schließlich nach M. P. Atteridge, die Vorsitzende des Committee for Non-European Affairs im Stadtrat Pretorias. Sie galt als Förderin der schwarzen Südafrikaner und gehörte dem Black Sash an, in dem sich weiße Frauen für unterdrückte Bevölkerungsgruppen einsetzen. 
In den 1970er Jahren wurden zahlreiche Bewohner aus Atteridgeville in entferntere Townships wie Soshanguve zwangsumgesiedelt. 1984 erhielt Atteridgeville Gemeindestatus. 2008 starben sieben Menschen bei fremdenfeindlichen Ausschreitungen. 

## Verkehr und weitere Infrastruktur
Atteridgeville ist im Norden an die National Route 4 angebunden; parallel liegt dazu die Fernstraße R104. 
Die Station Atteridgeville an der Nahverkehrsstrecke Pretoria–Saulsville liegt nördlich des Stadtteils und wird von Zügen der Metrorail Gauteng bedient. 
Das Fußball- und Leichtathletikstadion Atteridgeville Super Stadium befindet sich in Atteridgeville. Dort trägt der Fußballverein Supersport United, mehrfacher südafrikanischer Meister, die meisten seiner Heimspiele aus. 

## Kultur
Atteridgeville wird wegen seiner vielen Konzerte und Musiker gelegentlich als „südafrikanische Hauptstadt des Jazz“ bezeichnet. Ein Denkmal für die südafrikanischen Toten des Untergangs der Mendi befindet sich auf dem Gebiet des Stadtteils.

## Persönlichkeiten
- Tutu Puoane (* 1979), Jazzsängerin, geboren in Atteridgeville